# Gesgapegiag
Gesgapegiag est une réserve indienne micmaque située sur la rive sud de la péninsule gaspésienne dans l'Est du Québec. Elle est l'une des trois communautés micmaque gaspésiennes et l'une des deux réserves de la rive sud de la Gaspésie. Avant d'être officiellement constituée en réserve, l'endroit faisait partie du territoire de Maria. L'endroit vit l'ouverture de la première école micmaque du Québec en 1864.

## Toponymie
Gesgapegiag est la forme originelle micmaque de Cascapédia. Ce nom signifiant « rivière large » est porté par la rivière Cascapédia. Une carte datant de 1685 orthographie le nom du cours d'eau sous la forme « Kichkabeguiak ».

## Histoire
La date exacte du début de la sédentarisation des Micmacs à cet endroit est inconnue. Cependant, des toponymes des alentours comme la pointe aux Sauvages nommée en 1760 permettent de savoir que les Micmacs utilisaient cet endroit au moins à partir du début du XVIIIe siècle. Les travaux arpentage menant à la création d'une réserve débutèrent en 1860. La première école micmaque du Québec fut ouverte à Gesgapegiag en 1864. Encore aujourd'hui, un système d'éducation établi en 1984 permet l'étude du niveau primaire en langue micmaque.
Depuis l'arrêt Marshall, sur une population active d'environ 300 personnes, plusieurs dizaines d'emplois pour les autochtones ont été créés. Et les revenus de la pêche hauturière sont à la fois redistribués aux membres de la communauté et réinvestis dans le développement.

## Géographie
Gesgapegiag est située au sud du fleuve Saint-Laurent sur la rive de la baie des Chaleurs à l'embouchure de la rivière Cascapédia à 600 km au nord-est de Québec et à 255 km au sud-ouest de Gaspé. Les villes importantes près de Gesgapegiag sont Maria à 5 km et Carleton-sur-Mer à 20 km au sud-est ainsi que New Richmond à 8 km au sud-est. La réserve couvre une superficie de 1,82 km2.

## Démographie
| 1996 | 2001 | 2006 | 2011 | 2016 | 2021 |
| ---- | ---- | ---- | ---- | ---- | ---- |
| 442  | 488  | X    | 688  | 653  | 637  |

La population de la réserve est d'environ 500 habitants,,. La réserve a connu une croissance démographique au cours des dernières années. De plus, la nation de Gesgapegiag comprend environ 600 membres vivant en dehors de la réserve.
L'âge médian de la population était de 23 ans en 2001 avec 66 % de la population âgée de 15 ans et plus. 61,5 % de la population de 15 ans et plus était célibataire en 2001.
84,7 % de la population est de religion catholique mais de moins en moins sont pratiquants. Depuis le départ du père Prévot à l'origine de l' église atypique, la présence de prêtre est de plus en plus rare. Plusieurs raisons font que les pratiquants actifs sont en fait peu nombreux.
Le nombre total de logements privés dans la réserve est de 156. La densité y était de 259,5 habitants au km2 en 2001.
41,7 % de la population âgée entre 19 et 35 ans n'a aucun diplôme d'éducation. Le même pourcentage a un diplôme d'études secondaires ou professionnelles tandis que 8,3 % de cette population possède un diplôme de niveau universitaire.

### Langues
En 2016, 2,1 % de la population a en tant que langues maternelles: le 71,3 % a seulement l'anglais et 4,7 % a seulement le français ; le reste (24 %) ayant une autre langue que le français ou l'anglais comme langue maternelle.
78,7 % de la population ayant un emploi utilise principalement l'anglais au travail tandis que 6,4 % utilise le français ; le reste (12,8 %) utilisant principalement une langue non officielle au travail. La langue non officielle utilisée est le micmac.

## Administration

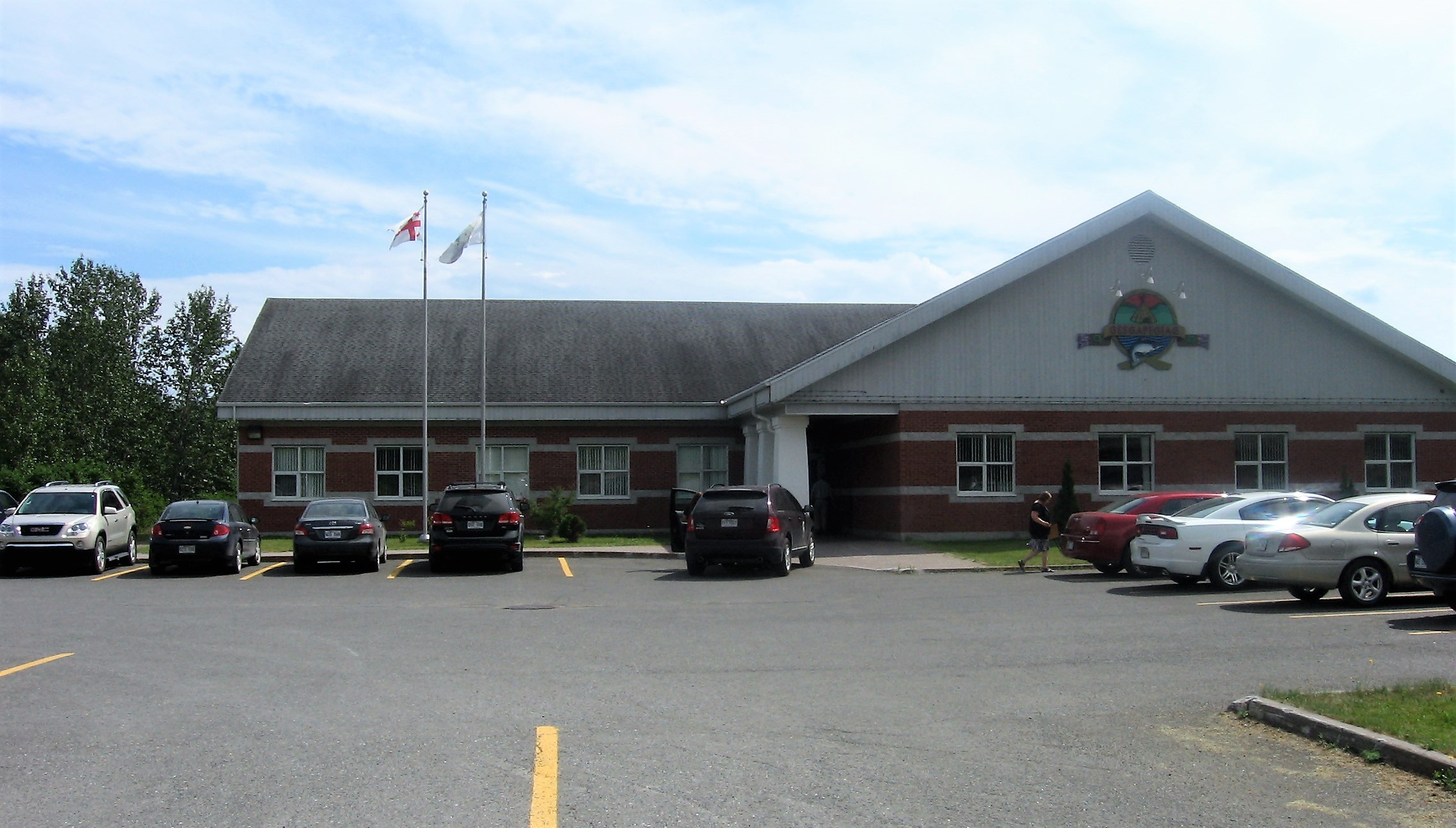
Centre administratif de Gesgapegiag

Depuis août 2019, le chef du conseil de bande, élu pour un mandat de quatre ans, est John Martin. Ce dernier est assisté par huit conseillers et conseillères :
- Conseillers : 
  - Christianne Jerome-Bernard
  - Gary-Luc martin
  - Mitchell Caplin (Syvret)
  - Amy Martin
  - Armand Martin
  - Tammy Martin
  - Dorothy Gedeon
  - Douglas Martin

Depuis 2001, Gesgaspegiag est unie aux deux autres communautés micmaques du Québec, Gespeg et Listuguj, par le Secrétariat Mi’gmawei Mawiomi. Cet organisme politique et administratif a pour objectif de créer des services communs aux trois communautés afin d’y améliorer les conditions de vie, de veiller aux relations avec les partenaires allochtones, surtout en ce qui concerne la pêche et la foresterie, et de défendre les intérêts des Micmacs. Le Secrétariat mène plusieurs batailles en matière de revendication territoriale. Il demande notamment une compensation pour l’extraction des ressources sur le territoire micmac, l’inclusion des valeurs micmaques dans les projets menés sur leurs terres, la reconnaissance des traités de paix et d’amitié ratifiés par les Britanniques et les Micmacs, ainsi que la négociation pour une revendication totale du territoire avec les gouvernements provincial et fédéral.

## Économie
La pêche est donc l'activité économique principale de la réserve. Une entente signée en 1984 entre les Micmacs et le gouvernement du Québec permet à 35 Amérindiens d'exploiter les saumons de la rivière Cascapédia. D'ailleurs, la société de gestion du saumon est composée à 50 % de Micmacs. L'industrie forestière est aussi importante.
La réserve comprend également plusieurs commerces : une station-service, un restaurant et un magasin de chaussures. De plus, une ferme biologique a été implantée. La pourvoirie et le tourisme sont aussi des activités économiques importantes. Il y a aussi l'industrie de la construction qui occupe une place importante.
La vannerie est un art représentatif de la culture micmaque. De même, une autre activité économique locale importante est l'artisanat. En effet, une coopérative d'artisanat composée d'une quinzaine d'artisans est située à Gesgapegiag,. On y fabrique notamment des paniers de frêne noir et de foin d’odeur, qui sont exportés ailleurs au Canada et aux États-Unis.

### Tourisme
Gesgapegiag est située dans la Baie des Chaleurs, ce qui attire de nombreux touristes désireux de profiter des différents attraits de cette partie du territoire micmac. Pour les touristes venus faire le tour de la Gaspésie, il est possible de s’arrêter dans la communauté pour pique-niquer dans le parc communautaire ou d’aller admirer le tipi qui a été érigé au bord de la mer en 2018.
L'église actuelle qui a remplacée l'ancienne vers 1960, est construite dans un style très particulier en lien avec les traditions micmacs qui la rend unique. L'université de St Paul a autorisé l'introduction de symbolique traditionnelle et d'un rite particulier ( prières) à l'instar des rites africains.
Elle a été construite en partie avec les bois de l'ancienne église.
Initialement dédiée à Saint Louis, elle est aujourd'hui dédiée à Sainte Kateri Tekakwitha, première Mohawk béatifiée.

#### Chasse, pêche et randonnée
Les montagnes des Chic-chocs à proximité ainsi que la mer et les nombreuses rivières offrent aux amateurs de plein air des paysages à couper le souffle et un immense terrain de jeu à découvrir. Le chef actuel souhaite développer davantage la quantité de sentiers pédestres. Pour le moment, il n'y a que quelques sentiers ouverts à tous. De plus, la communauté micmaque de Gesgapegiag est entourée d’eau et de forêt, et ceci favorise la pêche et la chasse. Il est possible pour les amateurs de chasse et de pêche de réserver un séjour dans les pourvoiries avoisinantes, comme celle de la Pourvoirie des Micmacs de Grand Cascapédia.

#### Hébergement insolite
La communauté de Gesgapegiag s’est dotée d’un domaine de chalets et a installé plusieurs tipis dans l’Anse Sainte-Hélène pour offrir aux touristes la chance de vivre un séjour authentique. Il est aussi possible pour les touristes de séjourner dans la réplique du navire La Grande Hermine (un des navires utilisé par Jacques Cartier). Pour les randonneurs et les motoneigistes, Le Relais de la Cache se trouve tout près des monts Chic-Chocs.

#### Culture
Chaque année au mois de juillet, la communauté organise un Pow-Wow, une fête traditionnelle où se réunissent tous les Micmacs de la région et à laquelle sont conviés tous les gens intéressés de découvrir leur culture et leurs traditions. Cette célébration amalgame chants, danses, cuisine et contes traditionnels. Des cours de micmac sont offerts au public.

## Services

### Services publics
La réserve dispose de son propre service des incendies et de son propre corps de police. De plus, le conseil de bande gère un centre de santé. La réserve dispose en outre d'une radio communautaire et d'un journal local.
Les enfants micmacs peuvent suivre les premières années du primaires en langue micmaque. Il y a deux écoles de bande à Gesgapegiag : la Wejgwapniag School et le Gesgapiaq Learning Center ayant respectivement 79 et 9 élèves lors de l'année scolaire 2008-2009.

### Loisirs, culture et vie communautaire
Au niveau des loisirs, la réserve comprend un centre récréatif, une patinoire extérieure, un terrain de baseball et des sentiers.
La communauté compte une mission chrétienne implantée dans l'église Kateri-Tekakwitha, dont le bâtiment ressemble à un tipi géant. Ce cône d'aluminium symbolise à lui seul le syncrétisme pratiqué par les paroissiens de Gesgapegiag. À l'intérieur, les effigies du Christ et les « capteurs de rêve » veillent de concert sur les cérémonies de mariage, baptême et enterrement. Le temple commémore la première Amérindienne du Nord à être béatifiée, Kateri Tekakwitha.

## Galerie

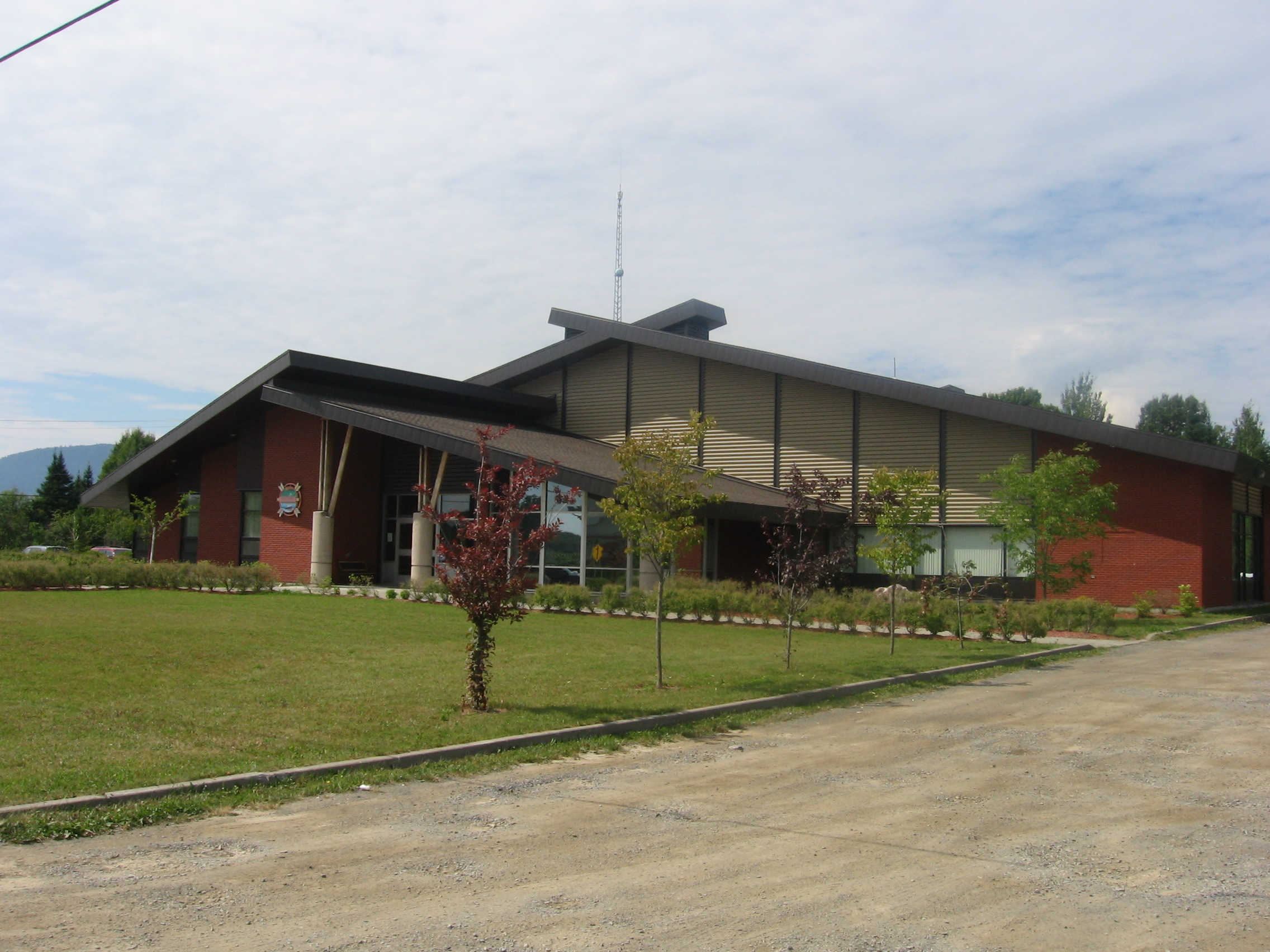
Centre Galgoasiet
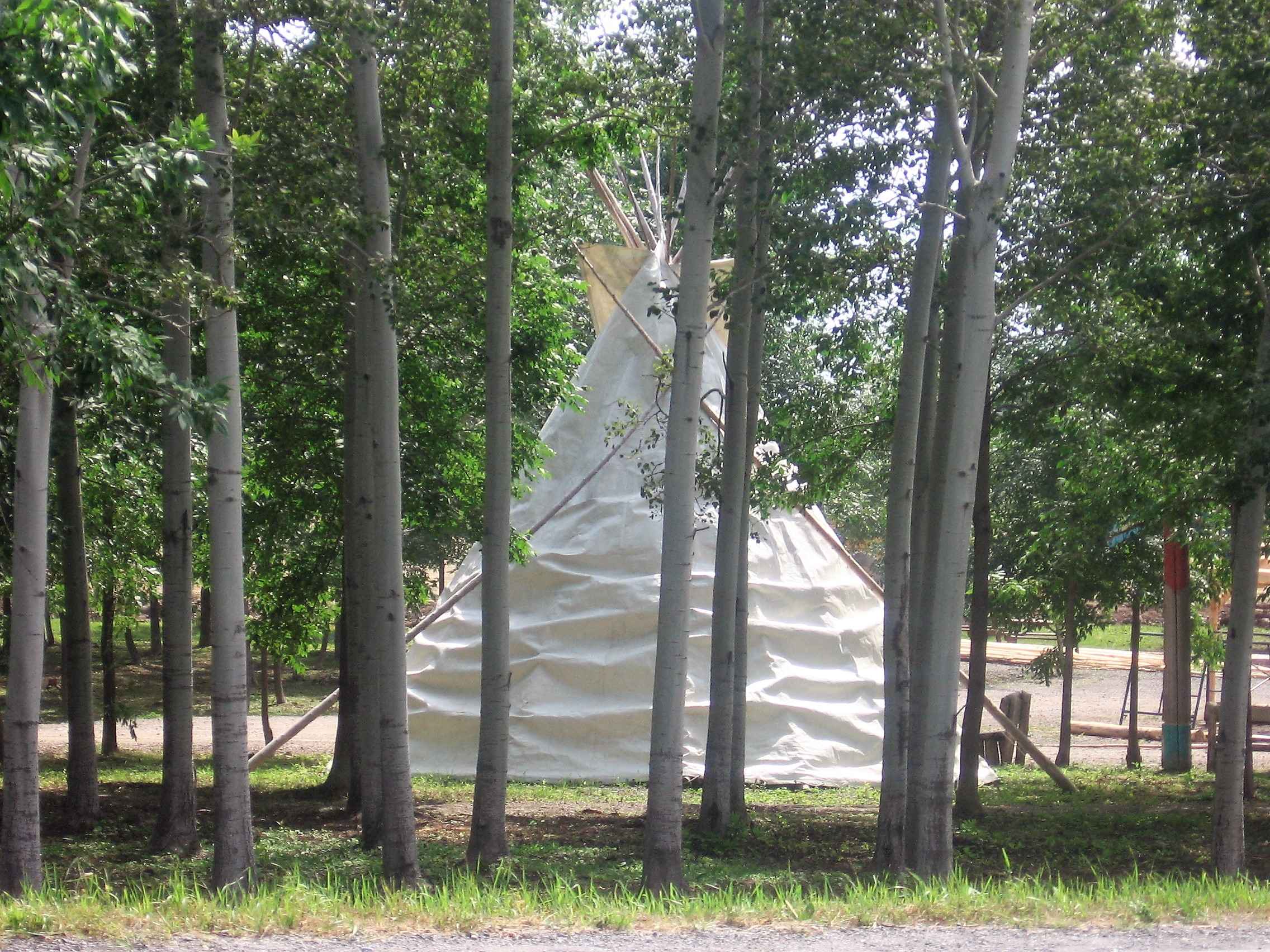
Village ancien
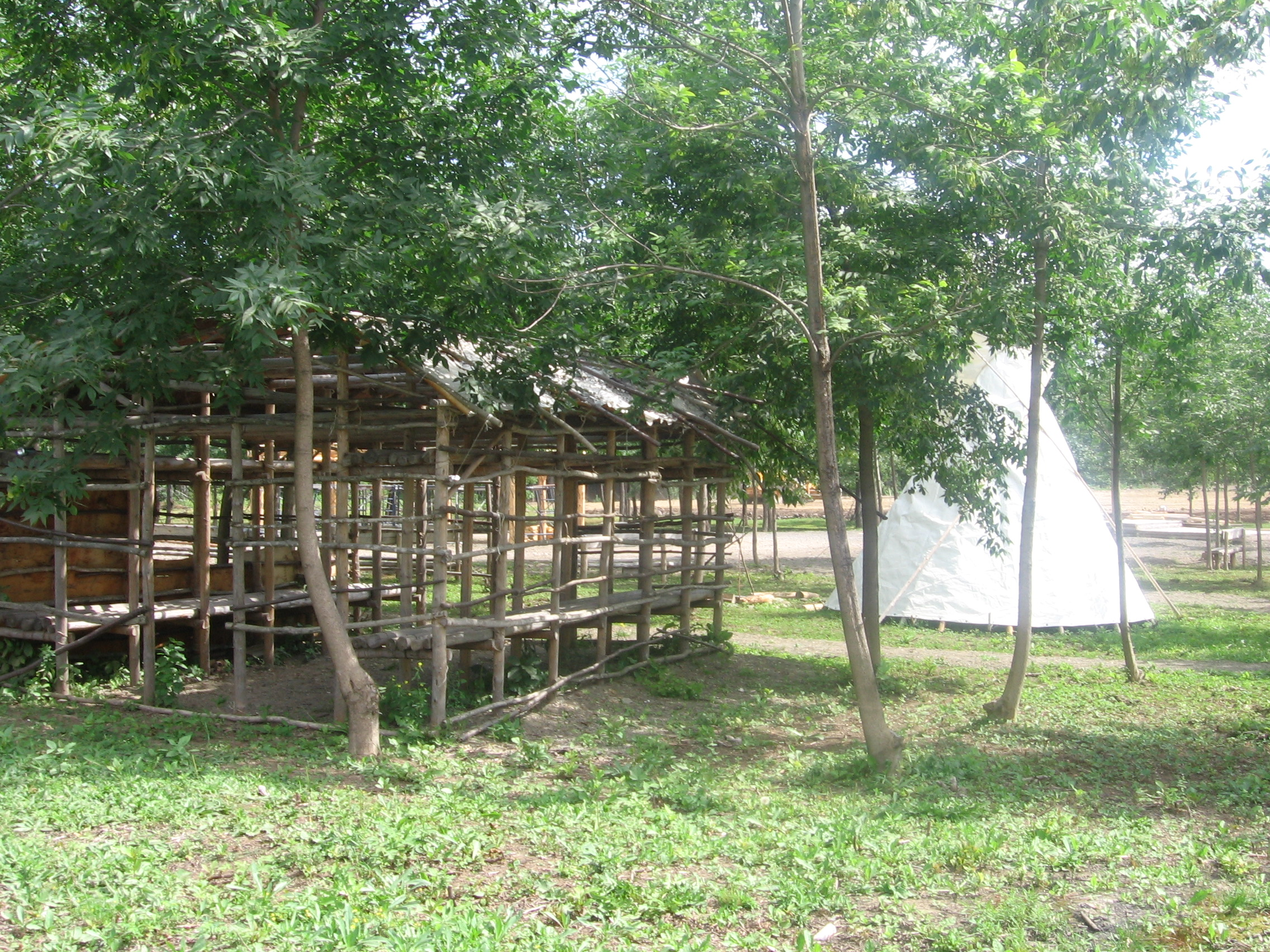
Village ancien
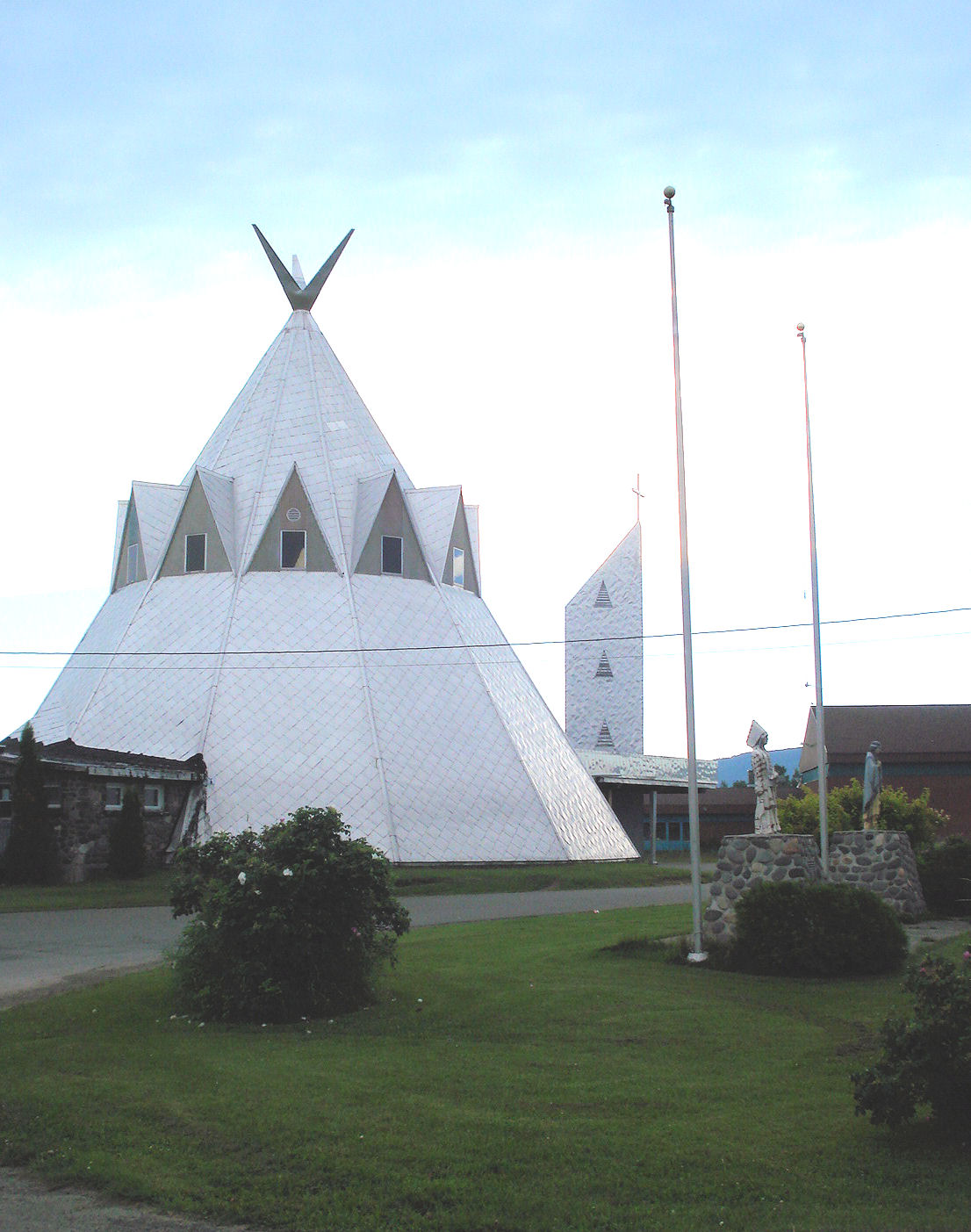
L'église de la mission Kateri Tekakwitha

## Représentations politiques
Québec : Gesgapegiag fait partie de la circonscription provinciale de Bonaventure. Lors de l'élection générale québécoise de 2012, le député Sylvain Roy, du Parti québécois, a été élue pour représenter la population de Gesgapegiag à l'Assemblée nationale.
 Canada : Gesgapegiag fait partie de la circonscription fédérale de Gaspésie—Îles-de-la-Madeleine. Lors de l'élection fédérale canadienne de 2011, le député Philip Toone, du NPD, a été élu pour représenter la population de Gesgaspegiag à la Chambre des communes.